# انگلستان مال من است
انگلستان مال من است (به انگلیسی: England Is Mine) فیلمی محصول سال ۲۰۱۷ و به کارگردانی مارک گیل است. در این فیلم بازیگرانی همچون جک لودن، جسیکا براون فیندلی، جانی مار، جودی کومر و سیمون کیربی ایفای نقش کرده‌اند.